# 黑翅委獵蝽
黑翅委獵蝽（学名：Velitra incontaminata）为獵蝽科委獵蝽屬下的一个种。